# ديريك هوج
ديريك هوج (بالإنجليزية: Derek Hough)‏ هو مغني ومصمم رقص وموسيقي وممثل أمريكي، ولد في 17 مايو 1985 بسولت ليك في الولايات المتحدة. من الجوائز التي نالها جائزة إيمي برايم تايم لأفضل تصميم رقصات ‏ سنة 2013.

## أعمال

### أفلام
- (2001) هاري بوتر وحجر الفلاسفة

## جوائز
- جائزة إيمي برايم تايم لأفضل تصميم رقصات [الإنجليزية]‏ (2013)

## وصلات خارجية
- ديريك هوج على موقع IMDb (الإنجليزية)
- ديريك هوج على موقع ميوزك برينز (الإنجليزية)
- ديريك هوج على موقع أول موفي (الإنجليزية)
- ديريك هوج على موقع قاعدة بيانات برودواي على الإنترنت (الإنجليزية)
- ديريك هوج على موقع إن إن دي بي (الإنجليزية)
- ديريك هوج على موقع ديسكوغز (الإنجليزية)
- ديريك هوج على موقع قاعدة بيانات الفيلم (الإنجليزية)